# Бразильско-кубинские отношения
Бразильско-кубинские отношения — двусторонние дипломатические отношения между Бразилией и Кубой. Государства являются членами Всемирной торговой организации и Организации Объединённых Наций.

## История

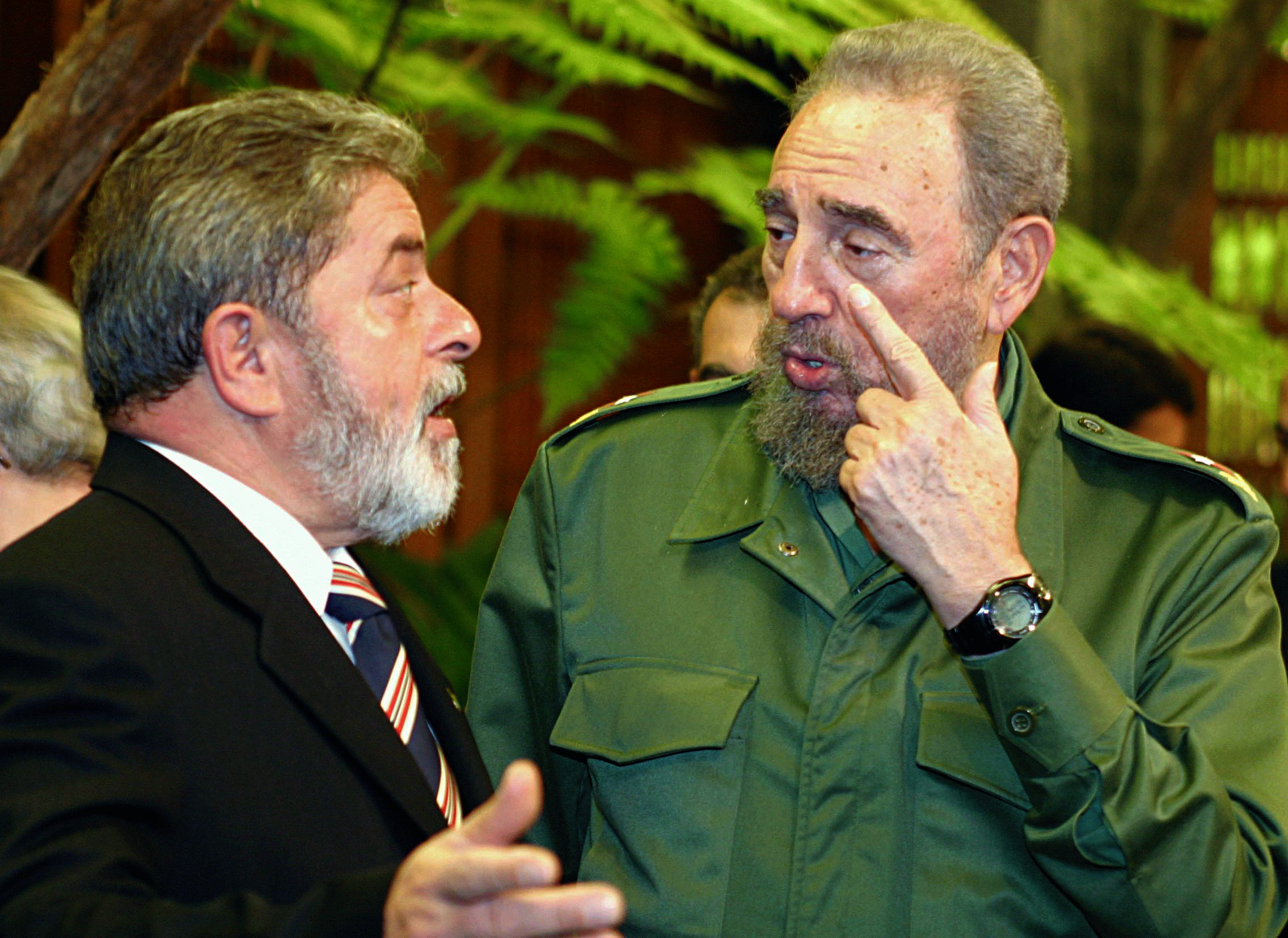
Лидер Кубы Фидель Кастро и президент Бразилии Лула да Силва на переговорах в сентябре 2003 года

После переворота 1964 года к власти в Бразилии пришла военная хунта, которая разорвала дипломатические отношения с Кубой. В 1986 году дипломатические отношения были восстановлены после прихода к власти в Бразилии демократического правительства.
В январе 2008 года во время государственного визита на Кубу президент Бразилии Лула да Силва высказал желание, чтобы его страна стала «партнёром номер один» для Кубы. В мае 2008 года после встречи министров иностранных дел дипломатические отношения были оценены как «отличные».
В 2018 году после избрания президентом Бразилии Жаира Болсонару на всеобщих выборах, отношения между государствами ухудшились, примером чему может служить прекращение программы, согласованной правительствами Дилмы Русеф и Рауля Кастро по предоставлению кубинскими врачами медицинской помощи десяткам миллионов индейцам Бразилии. Президент Жаир Болсонару прекратил действие этой программы и тысячи кубинских врачей покинули Бразилию.
Кроме того, в ноябре 2019 года Бразилия впервые проголосовала против ежегодной резолюции Организации Объединённых Наций, осуждающей и призывающей к прекращению экономического эмбарго США в отношении Кубы.